# Nikolskoje (rejon mieszczowski)
Nikolskoje (ros. Никольское) – wieś (sieło) w Rosji, w obwodzie kałuskim, w rejonie mieszczowskim. W 2010 liczyła 10 mieszkańców.